# Eschweilera sclerophylla
Eschweilera sclerophylla là một loài thực vật linhin thuộc họ Lecythidaceae.
Loài này chỉ có ở Colombia.